# Calophyllum oliganthum
Calophyllum oliganthum là một loài thực vật có hoa trong họ Calophyllaceae. Loài này được Merr. mô tả khoa học đầu tiên năm 1920.